# Ajratan

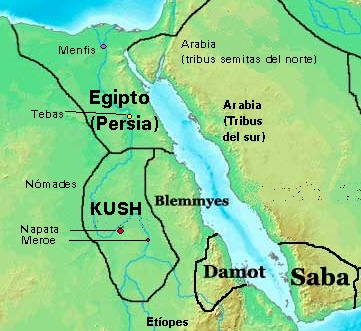
Mapa de Kush, 400 a. C.

Ajratan fue rey de Kush (Nubia) en los años 350 a. C.-335 a. C. del llamado período Napata.

## Biografía
Durante el reinado de Harsiyotef (404 a. C.-369 a. C.), se impuso en el país la metalurgia del hierro y Kush se convirtió nuevamente un estado poderoso con una política exterior agresiva, pero a su muerte el reino entró en un período de confusión. Entre 369 y 353 gobernó un rey de nombre desconocido, probablemente hijo de Harsiyotef y la primera reina Batahaliye. A su muerte asumió según algunas fuentes Piankhalari, hijo de Baskakeren y Maletarel, hija de Herinutarekamen, pero la sucesión no es clara. En el 350 a. C. se hizo finalmente con el poder Ajratan.
Ajratan, también registrado como Akhratan, Achariten y Akh-Aritene, adoptó el Nombre de Horus Ka-nakht-Tjema Nedj-itef y el Nombre de Trono Neferibre. Según algunas fuentes era hijo de Harsiotef y su segunda esposa Pelkha.
Es conocido solo por una estatua de granito negro, que se conserva en el Museo de Bellas Artes de Boston y fue hallada en el templo de Amón de la montaña Barkal y por un bloque que se encontró en la pirámide de Nuri Nu N° 14.
Murió en el año 335 a. C. y como era todavía tradición, fue enterrado en la necrópolis de Nuri. Su pirámide, tamaño considerable, es la catalogada como nº 14. 
Fue sucedido por Nastasen, hijo de Harsiyotef y su tercera esposa Henutirdis, quien reinó en los tiempos de Alejandro el Grande y durante cuyo reinado aparecieron los primeros antecedentes conocidos de la escritura meroítica.